# Гийом Бретонский

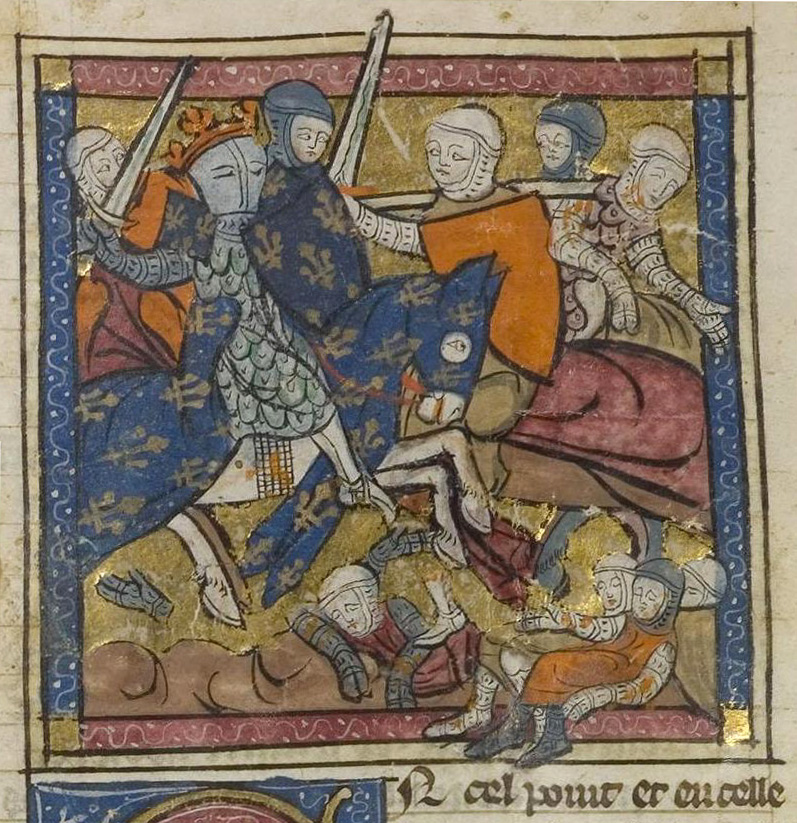
Победа короля Филиппа Августа над Ферраном Португальским в битве при Бувине. Миниатюра из «Больших французских хроник». Муниципальная библиотека Шартра, 1330 г.

Гийом Бретонский, или Гильом ле Бретон, также Вильгельм Бретонец (фр. Guillaume le Breton, лат. Guillelmus Brito, или Guilielmus Armoricus; около 1165, Сен-Поль-де-Леон — 1225 или 1226, Париж) — французский хронист, капеллан и биограф короля Филиппа II, автор «Деяний Филиппа Августа, короля франков» (лат. Gesta Philippi Augusti, Francorum Regis) и панегирической поэмы «Филиппида» (лат. Philippidos).

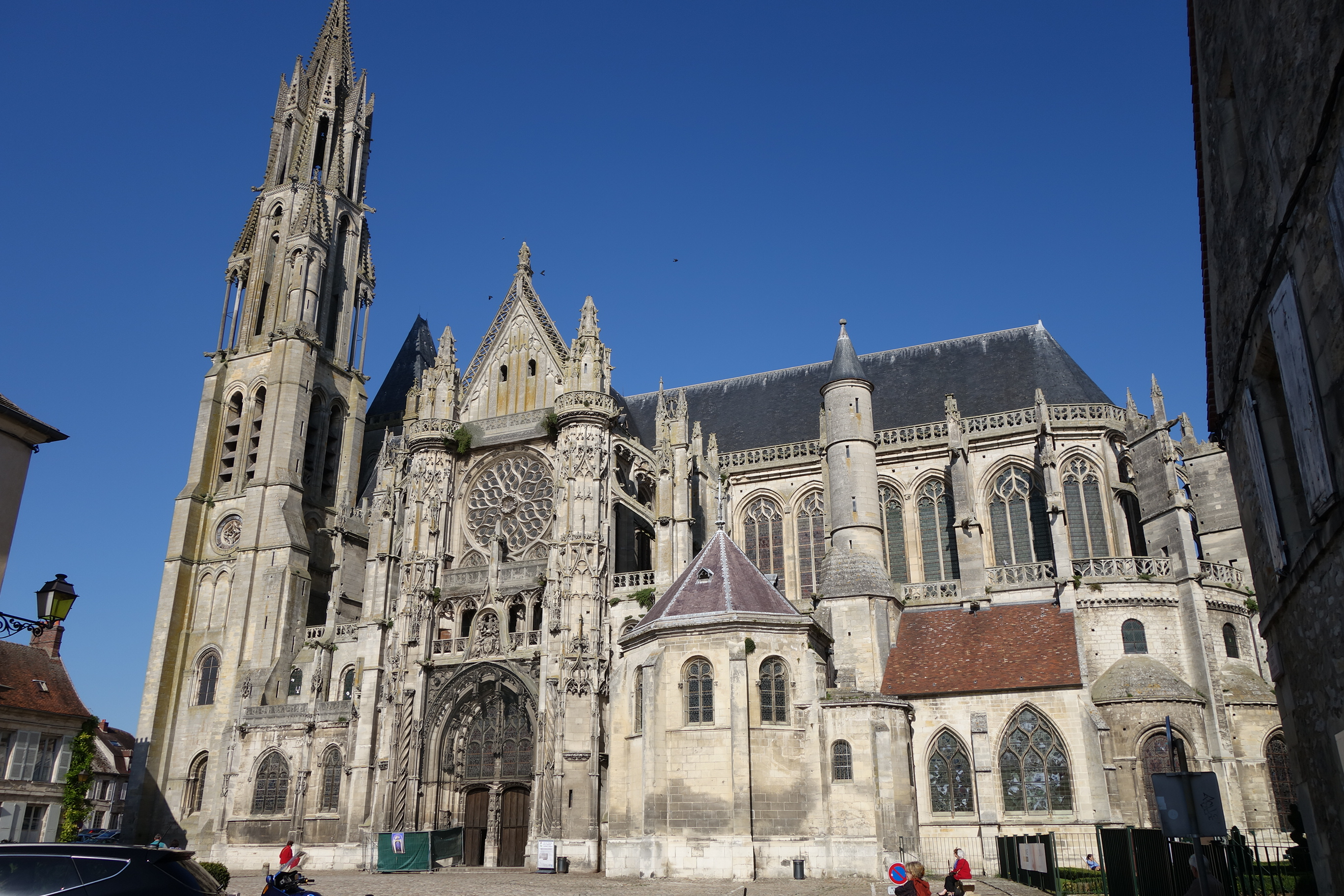
Кафедральный собор Нотр-Дам в Санлисе. Вторая половина XII в.

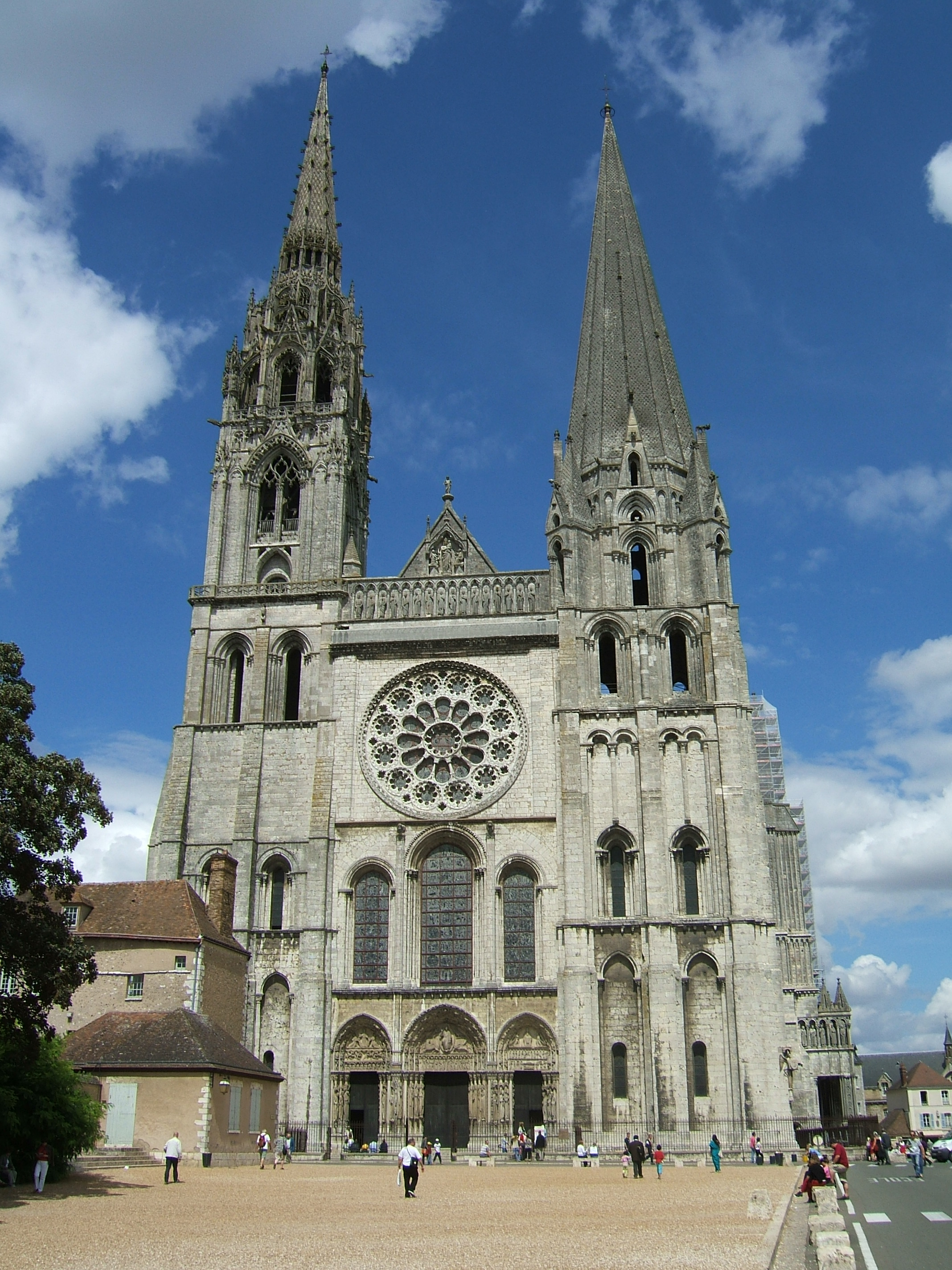
Шартрский собор (1194–1260)

## Биография
«Бретонец по рождению, священник по званию» (лат. natione Armoricus, officio presbyter), как он называет себя в предисловии к своей хронике, Гийом 
родился около 1165 года в Сен-Поль-де-Леоне (совр. департамент Финистер, регион Бретань). В возрасте 12 лет отправлен был для обучения в Мант, после чего продолжил своё образование в Парижском университете, где получил степень доктора. 
Служил каноником в родном городе, затем в Санлисе, а после 1192 года перебрался в Париж. Завоевав авторитет в образованных кругах столицы, прозван был «мастером» и занесён своим другом поэтом Эгидием Парижским в сонм «пятнадцати парижских мудрецов». Около 1208 года стал капелланом короля Филиппа Августа, а затем воспитателем побочного сына последнего Пьера Шарло, будущего епископа Нуайонского, которому посвятил поэтическую биографию короля-отца.
Неоднократно выполнял дипломатические поручения Филиппа Августа, сопровождая его в походах. В 1200 году послан был Филиппом в Рим для переговоров с папой Иннокентием III по поводу развода короля с Ингеборгой Датской. Участвовал в англо-французской войне 1202—1214 годов, присутствовав, в частности, при осаде Шато-Гайяра (1203—1204) и став очевидцем битвы при Бувине (1214), во время которой находился рядом с Филиппом.
Уйдя на покой в возрасте примерно 50 лет, занимался составлением прозаической хроники и написанием латинских панегирических поэм, сменив своего предшественника Ригора из Сен-Дени в роли королевского историографа. Точная дата кончины его не установлена, называют 1224, 1225, 1226 и 1227 годы. Наиболее вероятным местом смерти и погребения следует считать Санлис, где ещё в 1219 году он служил каноником.

## Сочинения
Является автором латинской панегирической поэмы «Филиппида» (лат. Philippidos Libri XII; фр. La Philippide), содержащей интересные подробности о жизни короля Филиппа Августа и его эпохе, начиная с 1179 и кончая 1206 годом. Произведение это, созданное признанным мастером латинского стихосложения в подражание «Энеиде» Вергилия, поэме «Karolinus» Эгидия Парижского и «Александриде» (лат. Alexandreis) Пьера де Рига (ум. 1209), имеет три редакции.
Первая, законченная в 1217 году, состояла из 10 песен, и посвящалась Пьеру Шарло. После 1220 года она была значительно дополнена и пересмотрена. Окончательная редакция в 12 песнях и почти 10 000 стихах относится к 1226 году и посвящена новому королю Людовику VIII.
Вероятно, по желанию самого короля Гийом фактически «переписывает» в «Филиппиде» историю его правления, оставляя в тени многие неблаговидные факты, бросающие тень на выводимый им образ богобоязненного и добродетельного монарха, который, по его словам, «не позволял никому жить вопреки законам церковным, никому, кто бы осмеливался чем-либо оскорблять католическую религию, никому, кто бы пытался отрицать таинства». В частности, опускаются обстоятельства заключения Филиппом в тюрьму своей второй супруги Ингеборги Датской, о которой осторожный биограф лишь сообщает, что король «отдалил» её от себя, выделив «достаточно» средств на все нужды, в то время как в реальности та содержалась в течение двадцати лет в темнице замка Этамп в самых суровых условиях. 
Помимо военных и политических аспектов, поэма является важным источником по истории общественного менталитета, придворных нравов, дипломатического этикета, а также северофранцузских и фламандских городов. Прославляя Французское королевство и его благородных правителей, она представляет собой заметный вклад в становление идеологии национальной французской монархии. Написанная изящным стилем, она, бесспорно, является также ценным памятником средневековой латинской поэзии.
Одним из первых среди французских хронистов Гийом обращает внимание на роль третьего сословия в защите государства, описывая в «Филиппиде» героизм городского ополчения Манта в войне с англичанами (1188), не забывая упомянуть и об участии ополченцев в исторической битве при Бувине (1214), которую представляет как национальный триумф и великую победу народа франков. Красочно выводя в своей поэме «образ врага», Гийом изображает в ней противников Франции и короля как беспринципных безбожников, вкладывая, в частности, в уста императора Оттона Брауншвейгского антиклерикальную речь, якобы произнесённую перед своими рыцарями накануне сражения: «Следует предать смерти и изгнать и клириков, и монахов, обласканных Филиппом, восславляемых им, коих он всеми силами защищает… Сколь много более будет пользы и проку от церкви, когда так я восстановлю справедливость. Пусть лучше добрые рыцари владеют хорошо возделанными полями, плодородными землями, щедро дарующими радость и богатство, чем эти ленивые и бесполезные выродки, явившиеся на свет только для того, чтобы пожирать хлеб, бездельничать и прохлаждаться». 
Принадлежащие перу Гийома прозаические латинские «Деяния Филиппа Августа, короля франков» (лат. Gesta Philippi Augusti, Francorum Regis) в своём окончательном виде являются продолжением одноимённого труда Ригора из Сен-Дени, описавшего жизнь Филиппа II с 1179 по 1206 год. Хроника самого Гийома охватывает 1207—1220 годы и имеет продолжение за 1221—1223 годы, возможно, сделанное другим автором. В предисловии к «Деяниям» Гийом объясняет читателям, что поскольку сочинение Ригора доведёно только до 1206 года и мало кому известно, он решил кратко пересказать его и дополнить более поздними событиями. Адресованный не узкому кругу образованных клириков, а широким придворным кругам и духовной и светской знати, труд Гийома отражает не столько авторскую, сколько официальную точку зрения. Восхваляя военные победы Филиппа, его заслуги в укреплении государства и защите церкви, биограф всячески подчёркивает единство короля и народа, тщательно затушёвывая, а порой и опуская поражения, промахи, а порой и вовсе неблаговидные дела своего венценосного покровителя. 
В соответствии с провиденциалистскими представлениями своей эпохи, Гийом считает проявлением Божественной воли не только поступки Филиппа и других известных современников, но и рядовых клириков и мирян. Так, восхищаясь красотой восстановленного Шартрского собора, он отмечает, что огонь, уничтоживший в 1194 году старое его здание, спас души всех, пожертвовавших на сооружение нового, который с восхищением называет «шедевром, равного которому нет в целом мире». Не столь подробные, как стихотворная «Филиппида», в историко-бытовых деталях, и однозначно уступающие ей в литературном стиле, «Деяния» содержат, однако, ценные подробности военного характера, касающиеся не только сражений англо-французской войны 1202—1214 годов или альбигойского крестового похода, но и, к примеру, деятельности известного нормандского пирата Эсташа Монаха (ум. 1217). Подобно своему предшественнику Ригору, Гийом уделяет немалое внимание различным легендам и чудесам, описывая, в частности, различные случаи экзорцизма.
Невзирая на то, что оба историко-биографических труда Гийома не отличаются объективностью, их ценность определяется тем, что автор лично участвовал во многих описываемых событиях, активно пользуясь также, подобно Ригору, архивами королевской канцелярии и аббатства Сен-Дени. В середине XIII века «Деяния» включены были в свод «Больших французских хроник» монахом из Сен-Дени Приматом, а поэма в 1274 году была там же переведена французской прозой.
Также Гийом был автором несохранившейся эпической латинской поэмы «Шарлотта» (лат. Karlotis), посвящённой его воспитаннику Пьеру Шарло, которая содержала обоснование преемственности власти Филиппа Августа от Каролингов. Немецкий историк XIX века А. Панненборг приписывал ему латинское переложение «Песни о Роланде», написанное в начале XIII века в Каркасоне. Возможно, одно время он трудился и в скриптории Трегье, составляя и переписывая жития святых, чтимых как в местной епархии, так и во всей Бретани.

## Рукописи и издания
Поэма «Филиппида» дошла до нас, как минимум, в трёх рукописях XIV—XV веков и впервые частично была напечатана в 1534 году в Антверпене Якобом Мейером под заглавием «Война, которую французский король Филипп вёл с Оттоном и англичанами во Фландрии» (лат. Bellum quod Philippus, Francorum rex, cum Othone Anglis Flandrisque gessit). Следующее её издание 1697 года было подготовлено немецким филологом Каспаром фон Бартом, и выдержало несколько переизданий. 
Известно не менее 8-ми рукописей «Деяний Филиппа Августа» Гийома, ни одна из которых не является оригинальной. Старейшая из них, содержащая также текст хроники Ригора, относится к концу XIII — началу XIV века и находится в Национальной библиотеке Франции (BnF lat. 5925 (С)), остальные семь датируются XIV—XVI веками и хранятся в фонде королевы Кристины библиотеки Ватикана, собрании Коттона Британской библиотеки и Королевской библиотеке Бельгии (Брюссель).
«Деяния Филиппа Августа» Гийома, вместе с хроникой Ригора, впервые были изданы в 1596 году во Франкфурте-на-Майне в сборнике сочинений французских хронистов, составленном историком и правоведом Пьером Питу. В 1649 году они включены были историком Франсуа Дюшеном в 5-й том многотомника «Историки Франции» (лат. Historiae Francorum scriptores).
В 1818 году «Деяния» вместе с поэмой «Филиппида» выпущены были в Париже учёным монахом-бенедиктинцем из конгрегации Св. Мавра Мишелем Жаном Франсуа Бриалем в XVII томе «Собрания историков Галлии и Франции» (фр. Recueil des historiens des Gaules et de la France); и там же в 1878 году были переизданы. Комментированное 2-томное издание «Деяний» и «Филиппиды» было выпущено в 1882—1885 годах в Париже под редакцией историка Анри Франсуа Делаборда в серии «Общества истории Франции». На сегодняшний день оно остаётся единственным полным академическим изданием сочинений Гийома.
Французский перевод «Деяний», выполненный известным историком Франсуа Гизо, вышел в 1825 году в Париже в XI и XII томах «Собрания мемуаров, относящихся к истории Франции» (фр. Collection des Mémoires relatifs a L’Histoire de France), и затем несколько раз переиздавался. Новейшее его издание было подготовлено в 2017 году в Клермон-Ферране писателем, переводчиком и издателем Жаном-Франсуа Мерле. Книга I «Филиппиды» вместе с соответствующими выдержками из «Деяний Филиппа Августа» переведены были на английский язык Грегори П. Стрингером.

## Публикации
- Gesta Philippi Augusti, Francorum Regis, et Philippidos Libri XII, auctore Guillelmo Armorico, ipsius Regis capellano, publiées par Michel-Jean-Joseph Brial // Recueil des Historiens des Gaules et de la France. — Tome 17. — Paris: De L'Imprimerie Royale, 1818. — pp. 62–287.
- Guillaume le Breton. Vie de Philippe Auguste // Collection des Mémoires relatifs a L’Histoire de France, depuis la fondation de la Monarchie Française jusqu’au 13-е siécle avec une introduction des supplements, des notices et des notes par M. Guizot. — Tome 11. — Paris: Chez J. L. Briére, 1825. — pp. 182–351.
- Gesta Philippi Augusti. Guillelmi Armorici Liber // Œuvres de Rigord et de Guillaume le Breton, historiens de Philippe-Auguste, publiées pour la Société de l'histoire de France par H. François Delaborde. — Tome I. — Paris: Renouard, 1882. — pp. 168–333.
- Guillelmi Armorici. Philippidos Libri XII // Œuvres de Rigord et de Guillaume le Breton, historiens de Philippe-Auguste, publiées pour la Société de l'histoire de France par H. François Delaborde. — Tome II. — Paris: Renouard, 1885. — 512 p.
- Philippe-Auguste et Louis VIII, la royauté conquérante. Extraits de Rigord, de Guillaume le Breton, de Benoît de Péterborough, de Nicolas de Brai, de la Vie de Louis VIII, de Pierre de Vaux-Cernai, du poème de la Chanson de la croisade des Albigeois, des sirventes de Bertrand de Born, etc. publiés par B. Zeller et A. Luchaire. — Paris: Hachette, 1884. — vi, 140 p. — (L'histoire de France racontée par les contemporains).
- Guillaume le Breton. La Philippide, traduit du latin par François Guizot; revu par Romain Fougère. — Clermont-Ferrand: Paléo, 2003. — 226 p. — (Sources de l'histoire de France).
- Guillaume le Breton. La vie de Philippe II Auguste, traduction François Guizot; édition Jean-François Merle. — Clermont-Ferrand: Paléo, 2017. — 198 p. — (L'encyclopédie médiévale).